# علوم الصحة الرياضية
علوم الصحة الرياضية أو العلوم الحيوية و الصحية الرياضية أحد الأفرع الأكاديمية في علوم الرياضة والتربية الرياضية والطب الرياضي والمختصة بتخريج أخصائي الإصابات والتأهيل والمعالجين الرياضيين، ويقوم قسم علوم الصحة الرياضية بالربط بين النشاط البدني والصحة، ويهدف هذا التخصص الجامعي إلى فهم التأثير المباشر وغير المباشر للنشاط البدني على كفاءة الجسم والتوصل إلى طرق تحقيق صحة أفضل للفرد، وتتضمن مجالات دراسة علوم الصحة الرياضية مجموعة متنوعة من المواضيع مثل اللياقة البدنية، التغذية الرياضية، وفسيولوجيا الرياضة، والإصابات والتأهيل  والقوام وتخطيط الأحمال التدريبية وعلوم الحركة والميكانيكا الحيوية، وقياس وتقييم الأداء البدني، وعلم النفس الرياضي ويعتمد الباحثون في هذا المجال على الدراسات العلمية والأبحاث لفهم آليات التأثير البدنية والحركية والنفسية للتمرين وتطبيقها للوصول إلى أفضل نتائج صحية، ولذلك فإن علوم الصحة الرياضية مجالًا هامًا ومتنوعًا يهدف إلى تعزيز الصحة والعافية العامة من خلال النشاط البدني وممارسة الرياضة، وتساهم الأبحاث والدراسات في هذا المجال في تحسين نمط الحياة العامة وتوفير التوجيه العلمي للأفراد الذين يسعون لتحقيق أهدافهم الصحية.

## التعليم الأكاديمي
التخصص الجامعي في علوم الصحة الرياضية أو الإصابات والتأهيل أو الطب الرياضي، يهتم بدراسة التأثيرات الصحية والفسيولوجية لممارسة النشاط البدني والرياضة. يتم تدريسه في العديد من الجامعات حول العالم على مستوى البكالوريوس والماجستير والدكتوراه. يشمل المجال عدة مواضيع مثل علم التغذية الرياضية، الإصابات الرياضية والتأهيل، الإسعافات الأولية، الميكانيكا الحيوية، المنشطات الرياضية، اللياقة البدنية والصحة العامة، ويمكن أيضًا أن يشمل تخصص علوم الصحة الرياضية دراسة الصحة النفسية والاجتماعية للرياضيين.

## التخصصات الفرعية لعلوم الصحة الرياضية

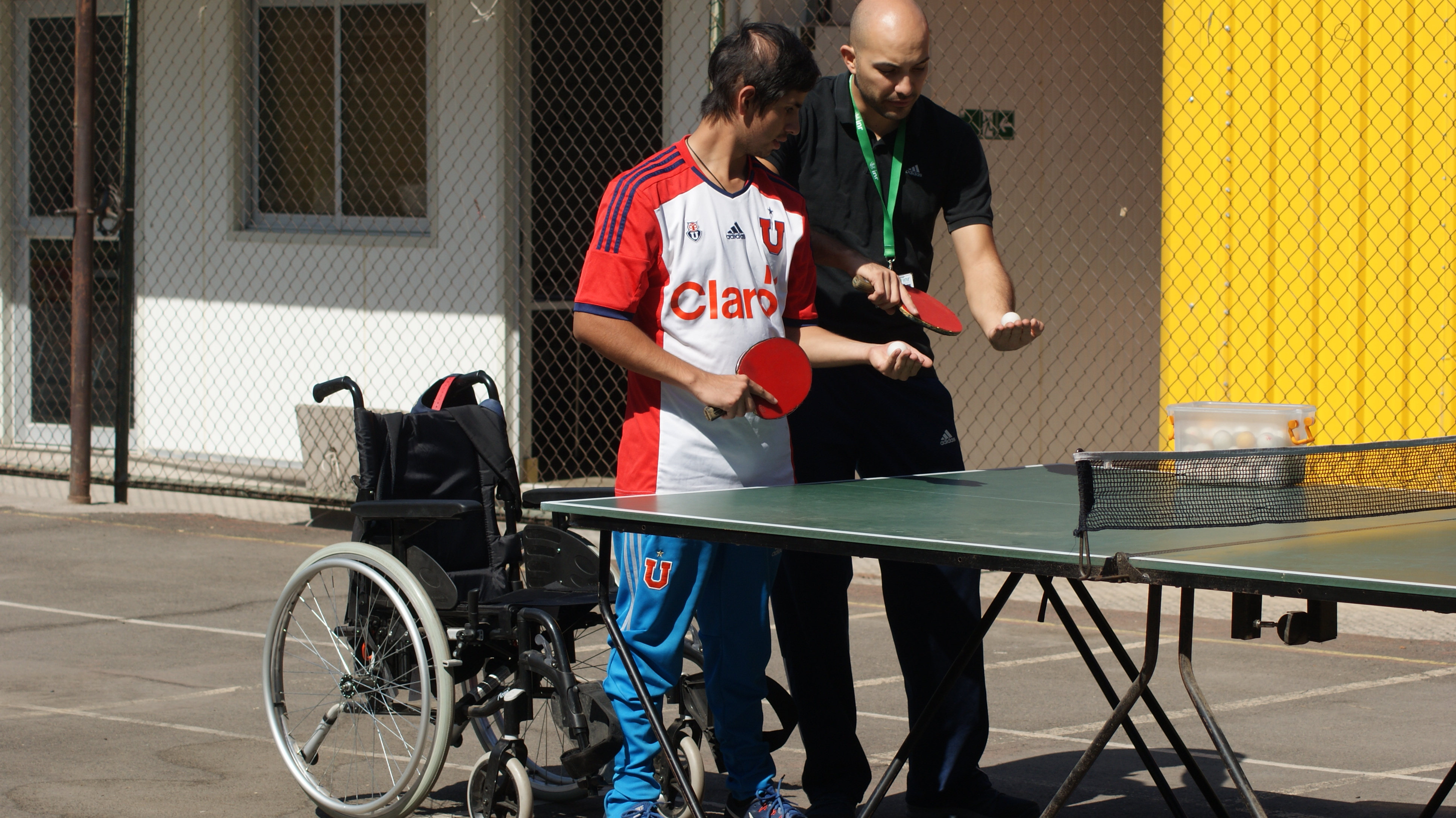
النشاط البدني الرياضي المتكيف في عملية إعادة تأهيل الأشخاص ذوي الإعاقة

علوم الصحة الرياضية هي مجال شامل يعنى بفهم كيفية تأثير النشاط البدني والتمارين الرياضية على صحة الإنسان، وتتضمن التخصصات الفرعية في علوم الصحة الرياضية ما يلي:
- علم التغذية الرياضية

تركز التغذية الرياضية على تأثير العوامل الغذائية والتغذية السليمة على الأداء الرياضي واستعادة العضلات والتعافي بعد التمارين.
- علم التأهيل البدني

يركز على عمليات التأهيل والعلاج البدني للرياضيين لذوي الإعاقة وأيضا المصابين بإصابات رياضية أو نتيجة الحوادث العامة، بهدف رفع الكفاءة البدنية والوظيفية.
- علم الإصابات والتأهيل

يركز هذا التخصص على الوقاية من الإصابات الرياضية وعلاجها، ويدرس الطرق الفعالة للوقاية من الإصابات الرياضية والأساليب الطبيعية لعلاجها وتقديم الرعاية المناسبة للرياضيين المصابين.
- علم النفس الرياضي

يدرس عوامل التحسين الرياضي وتطوير القدرات البدنية والعقلية للرياضيين من أجل تحقيق أفضل أداء رياضي.
- فسيولوجيا الرياضة

يهتم بدراسة تأثير النشاط البدني والتمارين الرياضية على جسم الإنسان ووظائفه الفسيولوجية، مثل نظام القلب والأوعية الدموية والجهاز التنفسي.

## التوصيف الوظيفي لعلوم الصحة الرياضية

### أخصائي الإصابات والتأهيل[19]
أخصائي الإصابات والتأهيل أو المعالج الرياضي هو المتخصص في مساعدة الأشخاص الذين يعانون من إصابات جسدية أو حوادث أو أمراض مزمنة في استعادة وظائفهم البدنية والوظيفية وتحسين جودة حياتهم، ويعملون على تقديم الرعاية والعلاج اللازمين لدعم عملية تأهيل الإصابة.

### أخصائي التغذية الرياضية[21]
اخصائي التغذية الرياضية هو متخصص في تقديم الإرشادات الغذائية اللازمة للأشخاص الذين يمارسون النشاط البدني أو الرياضة بشكل منتظم، ويهدف اخصائي التغذية الرياضية إلى تحسين أداء الرياضيين والرياضيات وتعزيز صحتهم وتحقيق أهدافهم الرياضية.

### أخصائي فسيولوجيا الرياضة[24]
أخصائي فسيولوجيا الرياضة هو متخصص في دراسة وتحليل تأثير التمرين البدني والنشاط الرياضي على الجسم والأداء الرياضي. يعمل هؤلاء الخبراء على فهم عمل الجسم والاستجابات التي يظهرها أثناء ممارسة التمارين الرياضية والنشاط البدني، والتحليل الوظيفي للحركة والوظائف الجسدية لتحديد النقاط القوية والضعف وتحسين الأداء.

## تاريخ علوم الصحة الرياضية
بدأ الاهتمام بهذا المجال منذ العصور القديمة مع الحضارات الفرعونية اليونانية والرومانية التي أولت أهمية كبيرة للتمارين البدنية، وتطور بشكل ملحوظ في القرن العشرين مع ظهور جمعيات طبية متخصصة مثل الكلية الأمريكية للطب الرياضي (ACSM) في عام 1954. ومع تقدم التكنولوجيا، أصبح المجال يشمل استخدام أدوات مثل الأجهزة القابلة للارتداء، والذكاء الاصطناعي، والتقنيات الجينية لتحسين الأداء الرياضي والوقاية من الإصابات. علوم الصحة الرياضية أصبحت جزءًا أساسيًا في الرياضات الحديثة، سواء على مستوى النخبة أو الفئات العامة، مما يعزز أهمية النشاط البدني كجزء من العناية الصحية الشاملة.

## أهداف العامة لعلوم الصحة الرياضية
تخصص علوم الصحة الرياضية يهدف إلى دراسة تأثير ممارسة النشاط البدني والرياضة على الصحة بشكل عام. وتشمل أهداف هذا التخصص ما يلي:
- فهم تأثير النشاط البدني والتمارين الرياضية على الصحة العامة واللياقة البدنية.
- دراسة آليات وعمليات التأثير الفسيولوجي والتحسين الحاصل في الجهاز العضلي والقلب والأوعية الدموية والجهاز التنفسي والمناعة.
- تطوير استراتيجيات وبرامج تدريبية تهدف إلى تحسين الأداء الرياضي واللياقة البدنية للأفراد.
- تحليل المخاطر الصحية المرتبطة بممارسة النشاط البدني وتطوير إرشادات السلامة اللازمة لتجنب الإصابات الرياضية.
- دراسة التغذية الرياضية وأثرها على تحقيق الأداء العالي والتعافي السريع من الإجهاد البدني.
- توفير النصيحة والإرشاد للأفراد المهتمين بتحسين صحتهم العامة واللياقة البدنية من خلال ممارسة النشاط البدني بشكل منتظم.[30][31][32]